# Emil Clahr
Emil Manfred Clahr, född 14 oktober 1905 i Bollnäs, död 5 oktober 1983 i Edsbyn i Ovanåkers församling], var en svensk konstnär.
Han var son till stenhuggaren Erik Klahr och Brita Olsson samt från 1936 gift med Hildur Jonsson.
Clahr studerade för Isaac Grünewald 1942-1943 och för Otte Sköld 1944 därefter studier i Paris vid Académie Julian 1951. Separat ställde han ut i bland annat Edsbyn, Bollnäs museum, Hälsinglands museum, Konsthallen i Gävle och Jämtlands läns museum. Han medverkade i utställningar med Sveriges allmänna konstförening och Gävleborgs konstförening.
Bland hans offentliga arbeten märks den stora oljemålningen Samernas liv i helg och söcken som är placerad vid Samegården i Härjedalen. Hans konst består av stilleben, figursaker, interiörer och landskap.
Clahr är representerad vid Hälsinglands museum.